# Ctenucha walsinghami
Ctenucha walsinghami là một loài bướm đêm thuộc phân họ Arctiinae, họ Erebidae.